# Императорский мост
Императорский мост — совмещенный автомобильно-железнодорожный мост через Волгу (Куйбышевское водохранилище) в городе Ульяновске.
Другие названия — мост Свободы, Ульяновский, Симбирский, «Старый» (относительно нового двухъярусного, открытого в 2009 году). Официально называется «Императорский мост», что подтверждено табличками у въезда на мост.
Находится на 896 км перегона Ульяновск — Верхняя Терраса, линии Инза — Чишмы Куйбышевской железной дороги.
Автор проекта инженер Н. А. Белелюбский, при участии инженеров А. П. Пшеницкого, О. А. Маддисона.
Схема моста: 60 + 55 + 12 × 158,48 + 60 м. Общая длина — 2089 м.
Береговые пролётные строения длиной 60 м — с ездой поверху, остальные — металлические пролётные строения (фермы) с ездой понизу.
Совмещённый железнодорожный однопутный с автомобильным (две полосы).

## Строительство моста
3 марта 1913 года состоялась закладка моста. Мост построен в 1913—1916 годах исключительно как железнодорожный.
В 1913 году фирма «Тами и Дейчман» выиграла торги на строительство моста. Для строительства опор было решено использовать местный песчаник. Разработки велись в карьерах «Кучурный» близ с. Артюшкино и «Мокрая поляна», восточнее с. Солдатская Ташла. Для подвоза добываемого камня, к пристани Криушинского затона была построена узкоколейка «Смородино — Криуши», а затем камень на баржах переправляли в Симбирск. От ж/д станции Симбирск II к строящемуся мосту была проведена ж/д ветка.
Строительство задержали два происшествия:

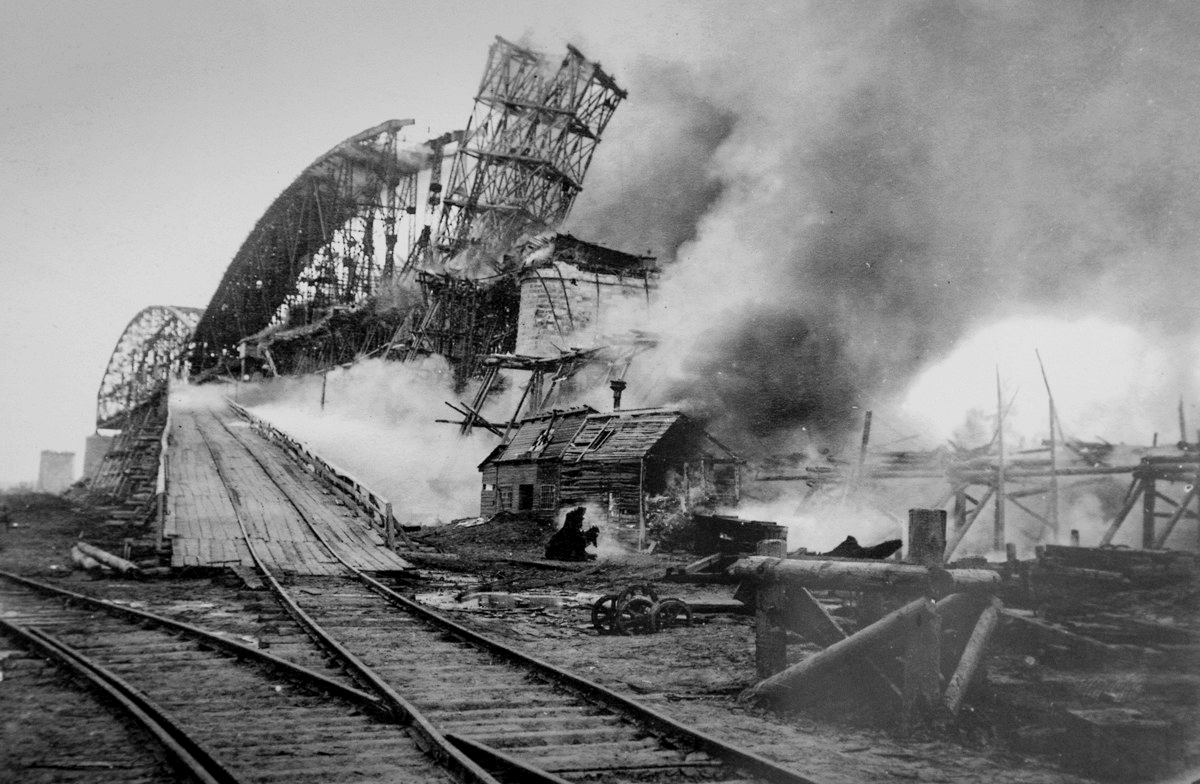
Пожар на строящемся железнодорожном мосту через Волгу в 1914 году.

- Мост Волго-Бугульминской ж. д. в Симбирске. Фотография 1916-1920-х годов.Пожар на строящемся железнодорожном мосту через Волгу в 1914 году.Пожар 7 июля 1914 года. Обрушилась третья ферма, повреждены первая и вторая. Ущерб два миллиона рублей.

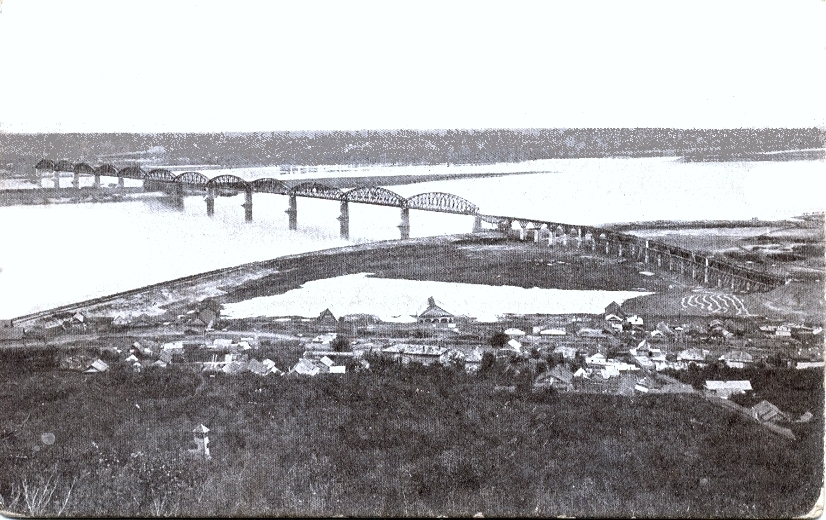
Мост Волго-Бугульминской ж. д. в Симбирске. Фотография 1916-1920-х годов.

Пожар моста через Волгу. 7 июля сгорел строящийся у Симбирска мост через Волгу, сооружаемый Волго-Бугульминской ж. д. Этот мост считается величайшим в Европе. Длина его достигает двух верст, а вместе с эстакадами и более двух верст. Строится мост на четырнадцати быках. На постройке занято до 3.700 рабочих. Огонь превратил все бывшие на острове сооружения в грандиозный костер. В настоящее время не представляется возможным назвать даже приблизительную цифру убытка, так как пока — до заключения особой комиссии — цифра эта колеблется между 800.000 и 1.500.000 руб. Только едва упавшая, ещё не законченная, ферма, весившая до 70.000 пудов, оценивается в 280.000 руб. Одна перелицовка быков из екатеринбургского гранита расценивается по 200 руб. за квадратную сажень. Причиной этого колоссального пожара послужило следующее обстоятельство. На одной из ферм производились работы по склепке. Раскаленная клепка упала в мусор, щепы и другие горючие материалы на лесах. Вспыхнувшее пламя вскоре превратилось в грандиозный пожар.
— журнал «Искры» от 20 июля 1914 года

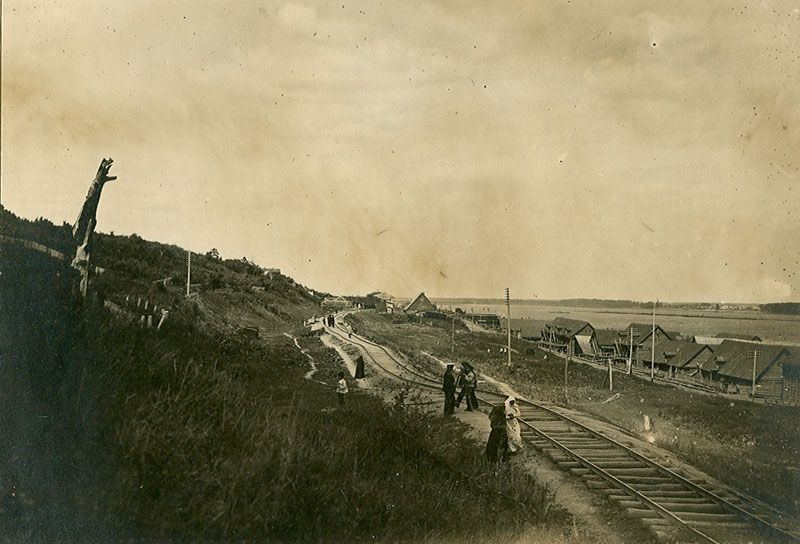
Железная дорога после оползня (1915).

- - Железная дорога после оползня (1915).29—31 мая 1915 года произошёл оползень Симбирской горы повредившие 8 опоры моста и полотно ж/д ветки к мосту[6][7].

Торжественное открытие, после восстановления моста, названное «Императорский Его величества Николая II», состоялось 5 октября 1916 года.
В 1918 году, во время Гражданской войны, мост пострадал по приказу полковника В. О. Каппеля, один из пролётов моста был взорван отступающими частями белогвардейцев.

## Реконструкция моста 1952—1958 гг
В связи со строительством Куйбышевского водохранилища потребовалась реконструкция моста.
Была построена автомобильная очередь к северу от железнодорожного пути.
10 августа 1958 года состоялось открытие автомобильного моста.

## Катастрофа теплохода «Александр Суворов»
5 июня 1983 года в 22:45 теплоход «Александр Суворов» на полном ходу зашёл в несудоходный шестой пролёт Ульяновского моста и задел конструкцию. В результате столкновения у судна была полностью снесена рубка, кинозал, срезаны дымовые трубы. Из-за аварии пролётное строение железнодорожного моста было смещено на 40 см. В это время по мосту следовал грузовой поезд со скоростью 70 км/ч, массой 3 300 тонн, в составе 53 вагонов, 11 из которых сошли с рельсов. Часть вагонов опрокинулись, их груз (уголь, зерно, брёвна) частично попал на теплоход. Число погибших составило не менее 176 человек.

## Реконструкция моста 2003—2010 гг

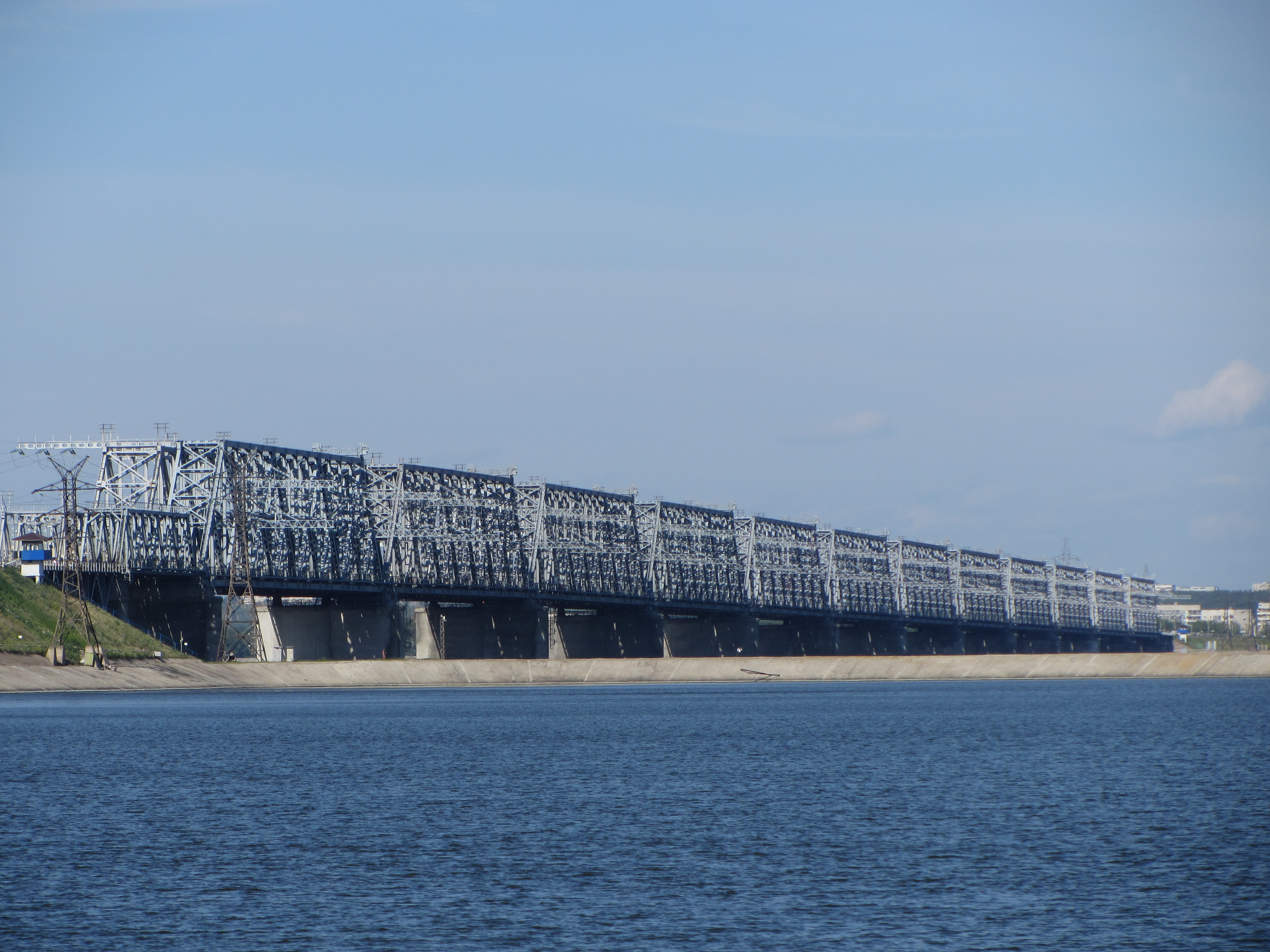
Вид на мост со стороны городского пляжа. 2012 год.

Очередная реконструкция моста была выполнена строительной компанией (УФСК) «Мост».
Проведена замена всех дореволюционных пролетных строений, ремонт тела опор и устоев с подводным и надводным инъектированием и устройством железобетонной рубашки усиления. Береговое пролетное строение длиной 60,0 м со стороны Ульяновска монтировалось с временных опор методом поперечной надвижки. Автомобильное движение во время реконструкции не прерывалось.
В 2009 году мосту вернули историческое название.

## Известные работники моста
Андреев Владимир Семёнович — советский военачальник, с мая 1913 по июль 1915 года работал  чернорабочим на постройке моста.

## Общественный транспорт
Через мост ходят автобусы 28, 30, 35 и 46, маршрутные такси 22, 78, 82, 84, 112. В связи с тем, что мост является охраняемым стратегическим объектом, движение пешеходов по нему запрещено.
До открытия в Ульяновске второго моста через Волгу, Президентского, на подъездах к Императорскому мосту часто возникали многокилометровые пробки. Из-за этого на движение периодически вводились различные ограничения, в частности реверсивное движение в часы пик. Когда мост перекрывали на ремонт дорожного полотна, то попасть на другую сторону можно было только на поезде, который курсировал между берегами по расписанию.